# Nicky Jam/Auszeichnungen für Musikverkäufe

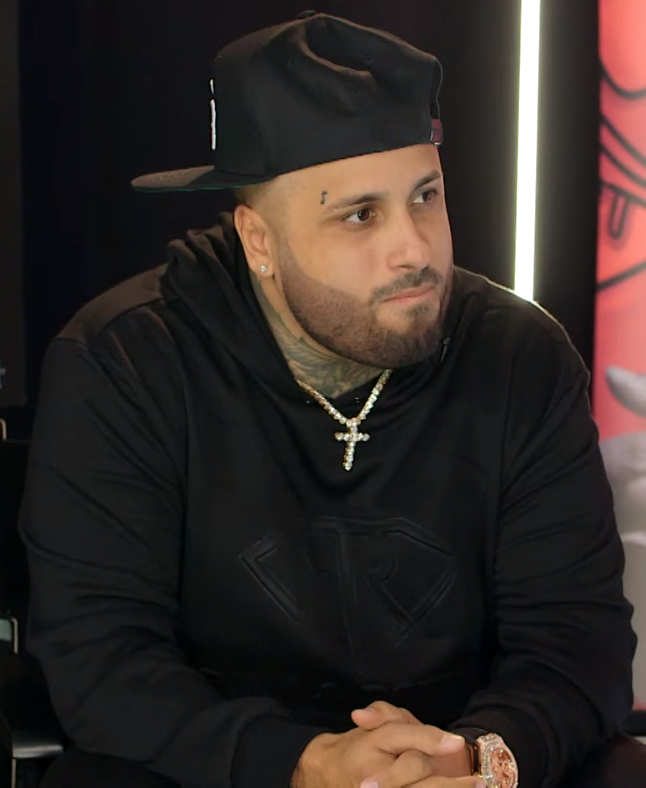
Nicky Jam (2019)

Dies ist eine Übersicht über die Auszeichnungen für Musikverkäufe des US-amerikanischen Reggaeton-Sängers Nicky Jam. Die Auszeichnungen finden sich nach ihrer Art (Gold, Platin usw.), nach Staaten getrennt in chronologischer Reihenfolge, geordnet sowie nach den Tonträgern selbst, ebenfalls in chronologischer Reihenfolge, getrennt nach Medium (Alben, Singles usw.), wieder.

## Auszeichnungen
| - Vereinigtes Königreich - 2022: für die Single El perdón - Argentinien - 2017: für die Single Bella y Sensual - Belgien - 2018: für die Single X - Brasilien - 2021: für die Single Muévelo - Chile - 2019: für die Single Date la vuelta - 2019: für die Single Te robaré - 2020: für die Single Muévelo - 2021: für das Lied Leyendas - 2022: für die Single Poblado (Remix) - Dänemark - 2017: für die Single El perdón - 2021: für die Single X - Deutschland - 2020: für die Single X - Frankreich - 2015: für die Single El perdón - 2020: für das Album Fénix - 2020: für die Single El amante - 2021: für die Single Vida Loca - 2022: für die Single Te robaré - Italien - 2018: für die Single Si tú la ves - 2018: für die Single Perro Fiel - 2018: für die Single Si tú no estas - 2019: für die Single Bella y Sensual - 2020: für die Single Muévelo - 2021: für die Single Verte ir - 2025: für das Album Íntimo - Kanada - 2020: für die Single Bella y Sensual - 2023: für die Single Mi cama (Remix) - 2024: für die Single Perro Fiel - Kolumbien - 2018: für die Single Perro Fiel - Mexiko - 2019: für die Single Live It Up - 2020: für die Single Bota fuego - 2022: für die Single Fan de tus fotos - 2022: für das Lied Leyendas - 2024: für die Single Satisfacción - 2024: für die Single Te robaré - 2024: für die Single El perdón - 2024: für die Single Desahogo - 2025: für die Single Polvo - 2025: für die Single Bzrp Music Sessions, Vol. 41 - Österreich - 2016: für die Single El perdón - Polen - 2024: für das Album Fénix - Portugal - 2019: für die Single Hasta el amanecer - 2019: für die Single Te robaré - Schweden - 2017: für die Single Hasta el amanecer - 2017: für die Single El amante - Schweiz - 2017: für die Single Hasta el amanecer - 2018: für die Single Live It Up - 2018: für die Single Perro Fiel - 2019: für die Single Te robaré - Spanien - 2016: für die Single De pies a cabeza - 2024: für die Single A correr los lakers (Remix) - 2024: für die Single Casate conmigo - 2024: für die Single En la cama - 2024: für die Single Ojos rojos - 2024: für die Single Si Te Preguntan... - 2024: für die Single Voy a beber - 2024: für die Single Oye BB - 2024: für die Single Si tu lo dejas - 2024: für die Single Que le dé - 2024: für die Single Yo no soy tu marido - 2025: für die Single Back in the City - Vereinigte Staaten - 2019: für die Single Mi ex (Latin) - 2020: für die Single Wow (Remix) (Latin) - 2021: für das Lied Leyendas (Latin) - 2024: für die Single Una Noche Más (Latin) - Vereinigtes Königreich - 2025: für die Single X - Zentralamerika - 2022: für das Lied Leyendas | - Argentinien - 2022: für die Single Date la vuelta - Belgien - 2016: für die Single El perdón - Brasilien - 2020: für das Album Íntimo - 2021: für die Single Te robaré - Chile - 2017: für das Album Fénix - Frankreich - 2022: für die Single Hasta el amanecer - Italien - 2019: für die Single Te robaré - 2024: für das Album Fénix - Kanada - 2021: für die Single El amante - 2021: für die Single Hasta el amanecer - Mexiko - 2022: für die Single Sunset - Niederlande - 2015: für die Single El perdón - 2018: für die Single X - Polen - 2019: für die Single X - 2022: für die Single Live It Up - Schweiz - 2017: für die Single El amante - Spanien - 2014: für das Musikstreaming Travesuras - 2017: für die Single Si tú la ves - 2019: für die Single Date la vuelta - 2020: für das Lied Bad con Nicky - 2021: für die Single Fan de tus fotos - 2021: für die Single Poblado (Remix) - 2024: für die Single Atrévete - 2024: für die Single Baby - 2024: für die Single El favor - 2024: für die Single Good Vibes - 2024: für die Single Rebota (Remix) - 2024: für die Single 69 - 2024: für die Single Ayer 2 - 2025: für die Single Color Esperanza 2020 - 2025: für die Single Calor - 2025: für die Single Hiekka - Vereinigte Staaten - 2018: für das Lied No sales de mi mente (Latin) - 2019: für die Single Rebota (Remix) (Latin) - Deutschland - 2022: für die Single El perdón - 2025: für die Single Atrévete - Brasilien - 2021: für die Single Perro Fiel - Chile - 2017: für die Single El amante - Italien - 2016: für die Single Travesuras - 2017: für die Single Hasta el amanecer - Kanada - 2021: für die Single El perdón - Mexiko - 2020: für die Single Que le dé - 2024: für die Single Bella y Sensual - Peru - 2017: für das Album Fénix - Schweiz - 2018: für die Single X - Spanien - 2016: für die Single Te busco - 2020: für die Single Muévelo - 2021: für die Single Polvo - 2021: für die Single Bzrp Music Sessions, Vol. 41 - 2024: für die Single Que más pues (Remix) - 2024: für das Lied Dónde están las gatas - 2024: für die Single Te boté (Remix) - 2025: für die Single X (Remix) - Vereinigte Staaten - 2019: für die Single Que le dé (Latin) - 2019: für die Single Te busco (Latin) - 2020: für die Single Good Vibes (Latin) - 2020: für die Single Baby (Latin) - 2020: für die Single El favor (Latin) - 2023: für die Single Como lo hacía yo (Latin) - Mexiko - 2024: für das Album Íntimo - 2025: für die Single Hasta el amanecer | - Chile - 2017: für die Single Bella y Sensual - 2019: für die Single X - Italien - 2018: für die Single El amante - 2018: für die Single X - Kanada - 2021: für die Single X - Mexiko - 2023: für die Single Whine Up - 2025: für die Single X - Schweiz - 2017: für die Single El perdón - Spanien - 2017: für die Single Bonita (Remix) - 2018: für die Single Perro Fiel - 2020: für die Single Whine Up - 2024: für die Single Otro trago (Remix) - 2024: für die Single Te robaré - 2025: für die Single Cuaderno - 2025: für die Single Bella y Sensual - Vereinigte Staaten - 2019: für die Single Desperte Sin Ti (Remix) (Latin) - 2020: für die Single Muévelo (Latin) - 2023: für die Single Si Te Preguntan... (Latin) - Mexiko - 2022: für die Single Poblado (Remix) - 2024: für das Album Fénix - 2025: für die Single Muévelo - 2025: für die Single Perro fiel - Mexiko - 2024: für die Single Si tú la ves - 2024: für die Single El amante - Spanien - 2016: für die Single Travesuras - 2017: für die Single Hasta el amanecer - 2025: für die Single X - 2025: für die Single Verte ir - Vereinigte Staaten - 2019: für das Album Íntimo (Latin) - 2020: für das Lied Bad con Nicky (Latin) - 2024: für die Single La ocasión (Remix) (Latin) - Mexiko - 2024: für die Single Color Esperanza 2020 - Spanien - 2025: für die Single El amante - Portugal - 2025: für die Single X - Schweden - 2017: für die Single El perdón - Spanien - 2016: für die Single El perdón - Vereinigte Staaten - 2017: für die Single Si tu lo dejas (Latin) - 2018: für die Single Bella y Sensual (Latin) - Italien - 2018: für die Single El perdón - Vereinigte Staaten - 2022: für die Single Casate conmigo (Latin) - Vereinigte Staaten - 2018: für das Album Fénix (Latin) - Vereinigte Staaten - 2017: für die Single El amante (Latin) - Vereinigte Staaten - 2017: für die Single Hasta el amanecer (Latin) - Vereinigte Staaten - 2024: für die Single Verte ir (Latin) - Vereinigte Staaten - 2017: für die Single El perdón (Latin) - Vereinigte Staaten - 2019: für die Single X (Latin) - Vereinigte Staaten - 2025: für die Single Te boté (Remix) (Latin) - Frankreich - 2019: für die Single X - 2023: für die Single Dançarina (Remix) - Mexiko - 2024: für die Single El amante - 2024: für die Single Te robaré - 2024: für die Single Bella y Sensual - 2025: für die Single Hasta el amanecer - 2025: für die Single Perro fiel - Vereinigte Staaten - 2019: für die Single Mi cama (Remix) (Latin) - 2023: für die Single Cuaderno (Latin) - 2023: für die Single Que más pues (Remix) (Latin) - Mexiko - 2024: für die Single El perdón - 2025: für die Single X - Polen - 2017: für die Single El perdón - Mexiko - 2022: für die Single Porfa (Remix) |

## Auszeichnungen nach Alben

### Fénix
| Land/Region               | Auszeichnungen für Musikverkäufe (Land/Region, Auszeichnung, Verkäufe) | Verkäufe  |
| ------------------------- | ---------------------------------------------------------------------- | --------- |
| Chile (IFPI)              | Platin                                                                 | 10.000    |
| Frankreich (SNEP)         | Gold                                                                   | 50.000    |
| Italien (FIMI)            | Platin                                                                 | 50.000    |
| Mexiko (AMPROFON)         | 7× Gold                                                                | 210.000   |
| Peru (UNIMPRO)            | 2× Platin                                                              | 12.000    |
| Polen (ZPAV)              | Gold                                                                   | 10.000    |
| Vereinigte Staaten (RIAA) | 11× Platin                                                             | 660.000   |
| Insgesamt                 | 3× Gold · 8× Platin · 1× Diamant ·                                     | 1.002.000 |

### Íntimo
| Land/Region               | Auszeichnungen für Musikverkäufe (Land/Region, Auszeichnung, Verkäufe) | Verkäufe |
| ------------------------- | ---------------------------------------------------------------------- | -------- |
| Brasilien (PMB)           | Platin                                                                 | 40.000   |
| Italien (FIMI)            | Gold                                                                   | 25.000   |
| Mexiko (AMPROFON)         | 5× Gold                                                                | 150.000  |
| Vereinigte Staaten (RIAA) | 4× Platin                                                              | 240.000  |
| Insgesamt                 | 2× Gold · 7× Platin ·                                                  | 455.000  |

## Auszeichnungen nach Singles

### En la cama
| Land/Region          | Auszeichnungen für Musikverkäufe (Land/Region, Auszeichnung, Verkäufe) | Verkäufe |
| -------------------- | ---------------------------------------------------------------------- | -------- |
| Spanien (Promusicae) | Gold                                                                   | 30.000   |
| Insgesamt            | 1× Gold ·                                                              | 30.000   |

### Yo no soy tu marido
| Land/Region          | Auszeichnungen für Musikverkäufe (Land/Region, Auszeichnung, Verkäufe) | Verkäufe |
| -------------------- | ---------------------------------------------------------------------- | -------- |
| Spanien (Promusicae) | Gold                                                                   | 30.000   |
| Insgesamt            | 1× Gold ·                                                              | 30.000   |

### Voy a beber
| Land/Region          | Auszeichnungen für Musikverkäufe (Land/Region, Auszeichnung, Verkäufe) | Verkäufe |
| -------------------- | ---------------------------------------------------------------------- | -------- |
| Spanien (Promusicae) | Gold                                                                   | 30.000   |
| Insgesamt            | 1× Gold ·                                                              | 30.000   |

### Travesuras
| Land/Region          | Auszeichnungen für Musikverkäufe (Land/Region, Auszeichnung, Verkäufe) | Verkäufe |
| -------------------- | ---------------------------------------------------------------------- | -------- |
| Italien (FIMI)       | 2× Platin                                                              | 100.000  |
| Spanien (Promusicae) | 4× Platin                                                              | 160.000  |
| Insgesamt            | 6× Platin ·                                                            | 260.000  |

### Una Noche Más
| Land/Region               | Auszeichnungen für Musikverkäufe (Land/Region, Auszeichnung, Verkäufe) | Verkäufe |
| ------------------------- | ---------------------------------------------------------------------- | -------- |
| Vereinigte Staaten (RIAA) | Gold                                                                   | 30.000   |
| Insgesamt                 | 1× Gold ·                                                              | 30.000   |

### Si tú no estas
| Land/Region    | Auszeichnungen für Musikverkäufe (Land/Region, Auszeichnung, Verkäufe) | Verkäufe |
| -------------- | ---------------------------------------------------------------------- | -------- |
| Italien (FIMI) | Gold                                                                   | 25.000   |
| Insgesamt      | 1× Gold ·                                                              | 25.000   |

### El perdón
| Land/Region                  | Auszeichnungen für Musikverkäufe (Land/Region, Auszeichnung, Verkäufe) | Verkäufe  |
| ---------------------------- | ---------------------------------------------------------------------- | --------- |
| Belgien (BRMA)               | Platin                                                                 | 30.000    |
| Dänemark (IFPI)              | Gold                                                                   | 45.000    |
| Deutschland (BVMI)           | 3× Gold                                                                | 600.000   |
| Frankreich (SNEP)            | Gold                                                                   | 298.000   |
| Italien (FIMI)               | 8× Platin                                                              | 400.000   |
| Kanada (MC)                  | 2× Platin                                                              | 160.000   |
| Mexiko (AMPROFON)            | 2× Diamant · + Gold                                                    | 630.000   |
| Niederlande (NVPI)           | Platin                                                                 | 30.000    |
| Österreich (IFPI)            | Gold                                                                   | 15.000    |
| Polen (ZPAV)                 | 3× Diamant                                                             | 300.000   |
| Schweden (IFPI)              | 6× Platin                                                              | 240.000   |
| Schweiz (IFPI)               | 3× Platin                                                              | 60.000    |
| Spanien (Promusicae)         | 6× Platin                                                              | 240.000   |
| Vereinigte Staaten (RIAA)    | 27× Platin                                                             | 1.620.000 |
| Vereinigtes Königreich (BPI) | Silber                                                                 | 200.000   |
| Insgesamt                    | 1× Silber · 5× Gold · 35× Platin · 7× Diamant ·                        | 4.888.000 |

### Te busco
| Land/Region               | Auszeichnungen für Musikverkäufe (Land/Region, Auszeichnung, Verkäufe) | Verkäufe |
| ------------------------- | ---------------------------------------------------------------------- | -------- |
| Spanien (Promusicae)      | 2× Platin                                                              | 80.000   |
| Vereinigte Staaten (RIAA) | 2× Platin                                                              | 120.000  |
| Insgesamt                 | 4× Platin ·                                                            | 200.000  |

### Sunset
| Land/Region       | Auszeichnungen für Musikverkäufe (Land/Region, Auszeichnung, Verkäufe) | Verkäufe |
| ----------------- | ---------------------------------------------------------------------- | -------- |
| Mexiko (AMPROFON) | Platin                                                                 | 60.000   |
| Insgesamt         | 1× Platin ·                                                            | 60.000   |

### Hasta el amanecer
| Land/Region               | Auszeichnungen für Musikverkäufe (Land/Region, Auszeichnung, Verkäufe) | Verkäufe  |
| ------------------------- | ---------------------------------------------------------------------- | --------- |
| Frankreich (SNEP)         | Platin                                                                 | 200.000   |
| Italien (FIMI)            | 2× Platin                                                              | 100.000   |
| Kanada (MC)               | Platin                                                                 | 80.000    |
| Mexiko (AMPROFON)         | Diamant · + 5× Gold                                                    | 450.000   |
| Portugal (AFP)            | Gold                                                                   | 5.000     |
| Schweden (IFPI)           | Gold                                                                   | 20.000    |
| Schweiz (IFPI)            | Gold                                                                   | 15.000    |
| Spanien (Promusicae)      | 4× Platin                                                              | 160.000   |
| Vereinigte Staaten (RIAA) | 22× Platin                                                             | 1.320.000 |
| Insgesamt                 | 4× Gold · 12× Platin · 3× Diamant ·                                    | 2.350.000 |

### Como lo hacía yo
| Land/Region               | Auszeichnungen für Musikverkäufe (Land/Region, Auszeichnung, Verkäufe) | Verkäufe |
| ------------------------- | ---------------------------------------------------------------------- | -------- |
| Vereinigte Staaten (RIAA) | 2× Platin                                                              | 120.000  |
| Insgesamt                 | 2× Platin ·                                                            | 120.000  |

### De pies a cabeza
| Land/Region          | Auszeichnungen für Musikverkäufe (Land/Region, Auszeichnung, Verkäufe) | Verkäufe |
| -------------------- | ---------------------------------------------------------------------- | -------- |
| Spanien (Promusicae) | Gold                                                                   | 20.000   |
| Insgesamt            | 1× Gold ·                                                              | 20.000   |

### El amante
| Land/Region               | Auszeichnungen für Musikverkäufe (Land/Region, Auszeichnung, Verkäufe) | Verkäufe  |
| ------------------------- | ---------------------------------------------------------------------- | --------- |
| Chile (IFPI)              | 2× Platin                                                              | 160.000   |
| Frankreich (SNEP)         | Gold                                                                   | 100.000   |
| Italien (FIMI)            | 3× Platin                                                              | 150.000   |
| Kanada (MC)               | Platin                                                                 | 80.000    |
| Mexiko (AMPROFON)         | Diamant · + 4× Platin                                                  | 540.000   |
| Schweden (IFPI)           | Gold                                                                   | 20.000    |
| Schweiz (IFPI)            | Platin                                                                 | 20.000    |
| Spanien (Promusicae)      | 5× Platin                                                              | 300.000   |
| Vereinigte Staaten (RIAA) | 13× Platin                                                             | 780.000   |
| Insgesamt                 | 2× Gold · 19× Platin · 2× Diamant ·                                    | 2.150.000 |

### La ocasión (Remix)
| Land/Region               | Auszeichnungen für Musikverkäufe (Land/Region, Auszeichnung, Verkäufe) | Verkäufe |
| ------------------------- | ---------------------------------------------------------------------- | -------- |
| Vereinigte Staaten (RIAA) | 4× Platin                                                              | 240.000  |
| Insgesamt                 | 4× Platin ·                                                            | 240.000  |

### Bonita (Remix)
| Land/Region          | Auszeichnungen für Musikverkäufe (Land/Region, Auszeichnung, Verkäufe) | Verkäufe |
| -------------------- | ---------------------------------------------------------------------- | -------- |
| Spanien (Promusicae) | 3× Platin                                                              | 120.000  |
| Insgesamt            | 3× Platin ·                                                            | 120.000  |

### Ayer 2
| Land/Region          | Auszeichnungen für Musikverkäufe (Land/Region, Auszeichnung, Verkäufe) | Verkäufe |
| -------------------- | ---------------------------------------------------------------------- | -------- |
| Spanien (Promusicae) | Platin                                                                 | 60.000   |
| Insgesamt            | 1× Platin ·                                                            | 60.000   |

### Si tú la ves
| Land/Region          | Auszeichnungen für Musikverkäufe (Land/Region, Auszeichnung, Verkäufe) | Verkäufe |
| -------------------- | ---------------------------------------------------------------------- | -------- |
| Italien (FIMI)       | Gold                                                                   | 25.000   |
| Mexiko (AMPROFON)    | 4× Platin                                                              | 240.000  |
| Spanien (Promusicae) | Platin                                                                 | 40.000   |
| Insgesamt            | 1× Gold · 5× Platin ·                                                  | 305.000  |

### Si tu lo dejas
| Land/Region               | Auszeichnungen für Musikverkäufe (Land/Region, Auszeichnung, Verkäufe) | Verkäufe |
| ------------------------- | ---------------------------------------------------------------------- | -------- |
| Spanien (Promusicae)      | Gold                                                                   | 30.000   |
| Vereinigte Staaten (RIAA) | 6× Platin                                                              | 360.000  |
| Insgesamt                 | 1× Gold · 6× Platin ·                                                  | 390.000  |

### Perro fiel
| Land/Region          | Auszeichnungen für Musikverkäufe (Land/Region, Auszeichnung, Verkäufe) | Verkäufe |
| -------------------- | ---------------------------------------------------------------------- | -------- |
| Brasilien (PMB)      | 2× Platin                                                              | 80.000   |
| Italien (FIMI)       | Gold                                                                   | 25.000   |
| Kanada (MC)          | Gold                                                                   | 40.000   |
| Kolumbien (ASINCOL)  | Gold                                                                   | 10.000   |
| Mexiko (AMPROFON)    | Diamant · + 7× Gold                                                    | 510.000  |
| Schweiz (IFPI)       | Gold                                                                   | 10.000   |
| Spanien (Promusicae) | 3× Platin                                                              | 120.000  |
| Insgesamt            | 5× Gold · 8× Platin · 1× Diamant ·                                     | 795.000  |

### Casate conmigo
| Land/Region               | Auszeichnungen für Musikverkäufe (Land/Region, Auszeichnung, Verkäufe) | Verkäufe |
| ------------------------- | ---------------------------------------------------------------------- | -------- |
| Spanien (Promusicae)      | Gold                                                                   | 30.000   |
| Vereinigte Staaten (RIAA) | 9× Platin                                                              | 540.000  |
| Insgesamt                 | 1× Gold · 9× Platin ·                                                  | 570.000  |

### Desperte Sin Ti (Remix)
| Land/Region               | Auszeichnungen für Musikverkäufe (Land/Region, Auszeichnung, Verkäufe) | Verkäufe |
| ------------------------- | ---------------------------------------------------------------------- | -------- |
| Vereinigte Staaten (RIAA) | 3× Platin                                                              | 180.000  |
| Insgesamt                 | 3× Platin ·                                                            | 180.000  |

### Bella y sensual
| Land/Region               | Auszeichnungen für Musikverkäufe (Land/Region, Auszeichnung, Verkäufe) | Verkäufe  |
| ------------------------- | ---------------------------------------------------------------------- | --------- |
| Argentinien (CAPIF)       | Gold                                                                   | 10.000    |
| Chile (IFPI)              | 3× Platin                                                              | 240.000   |
| Italien (FIMI)            | Gold                                                                   | 25.000    |
| Kanada (MC)               | Gold                                                                   | 40.000    |
| Mexiko (AMPROFON)         | Diamant · + 2× Platin                                                  | 360.000   |
| Spanien (Promusicae)      | 3× Platin                                                              | 180.000   |
| Vereinigte Staaten (RIAA) | 6× Platin                                                              | 360.000   |
| Insgesamt                 | 3× Gold · 14× Platin · 1× Diamant ·                                    | 1.275.000 |

### X
| Land/Region                  | Auszeichnungen für Musikverkäufe (Land/Region, Auszeichnung, Verkäufe) | Verkäufe  |
| ---------------------------- | ---------------------------------------------------------------------- | --------- |
| Belgien (BRMA)               | Gold                                                                   | 15.000    |
| Chile (IFPI)                 | 3× Platin                                                              | 360.000   |
| Dänemark (IFPI)              | Gold                                                                   | 45.000    |
| Deutschland (BVMI)           | Gold                                                                   | 200.000   |
| Frankreich (SNEP)            | Diamant                                                                | 333.333   |
| Italien (FIMI)               | 3× Platin                                                              | 150.000   |
| Kanada (MC)                  | 3× Platin                                                              | 240.000   |
| Mexiko (AMPROFON)            | 2× Diamant · + 3× Platin                                               | 780.000   |
| Niederlande (NVPI)           | Platin                                                                 | 80.000    |
| Polen (ZPAV)                 | Platin                                                                 | 20.000    |
| Portugal (AFP)               | 6× Platin                                                              | 60.000    |
| Schweiz (IFPI)               | 2× Platin                                                              | 40.000    |
| Spanien (Promusicae)         | 4× Platin                                                              | 240.000   |
| Vereinigte Staaten (RIAA)    | 35× Platin                                                             | 2.100.000 |
| Vereinigtes Königreich (BPI) | Gold                                                                   | 400.000   |
| Insgesamt                    | 4× Gold · 31× Platin · 6× Diamant ·                                    | 5.073.333 |

### Te boté (Remix)
| Land/Region               | Auszeichnungen für Musikverkäufe (Land/Region, Auszeichnung, Verkäufe) | Verkäufe  |
| ------------------------- | ---------------------------------------------------------------------- | --------- |
| Spanien (Promusicae)      | 2× Platin                                                              | 120.000   |
| Vereinigte Staaten (RIAA) | 106× Platin                                                            | 6.360.000 |
| Insgesamt                 | 8× Platin · 10× Diamant ·                                              | 6.480.000 |

### Live It Up
| Land/Region       | Auszeichnungen für Musikverkäufe (Land/Region, Auszeichnung, Verkäufe) | Verkäufe |
| ----------------- | ---------------------------------------------------------------------- | -------- |
| Mexiko (AMPROFON) | Gold                                                                   | 30.000   |
| Polen (ZPAV)      | Platin                                                                 | 50.000   |
| Schweiz (IFPI)    | Gold                                                                   | 10.000   |
| Insgesamt         | 2× Gold · 1× Platin ·                                                  | 90.000   |

### X (Remix)
| Land/Region          | Auszeichnungen für Musikverkäufe (Land/Region, Auszeichnung, Verkäufe) | Verkäufe |
| -------------------- | ---------------------------------------------------------------------- | -------- |
| Spanien (Promusicae) | 2× Platin                                                              | 120.000  |
| Insgesamt            | 2× Platin ·                                                            | 120.000  |

### Mi cama (Remix)
| Land/Region               | Auszeichnungen für Musikverkäufe (Land/Region, Auszeichnung, Verkäufe) | Verkäufe |
| ------------------------- | ---------------------------------------------------------------------- | -------- |
| Kanada (MC)               | Gold                                                                   | 40.000   |
| Vereinigte Staaten (RIAA) | Diamant                                                                | 600.000  |
| Insgesamt                 | 1× Gold · 1× Diamant ·                                                 | 640.000  |

### Satisfacción
| Land/Region       | Auszeichnungen für Musikverkäufe (Land/Region, Auszeichnung, Verkäufe) | Verkäufe |
| ----------------- | ---------------------------------------------------------------------- | -------- |
| Mexiko (AMPROFON) | Gold                                                                   | 30.000   |
| Insgesamt         | 1× Gold ·                                                              | 30.000   |

### Good Vibes
| Land/Region               | Auszeichnungen für Musikverkäufe (Land/Region, Auszeichnung, Verkäufe) | Verkäufe |
| ------------------------- | ---------------------------------------------------------------------- | -------- |
| Spanien (Promusicae)      | Platin                                                                 | 60.000   |
| Vereinigte Staaten (RIAA) | 2× Platin                                                              | 120.000  |
| Insgesamt                 | 3× Platin ·                                                            | 180.000  |

### Baby
| Land/Region               | Auszeichnungen für Musikverkäufe (Land/Region, Auszeichnung, Verkäufe) | Verkäufe |
| ------------------------- | ---------------------------------------------------------------------- | -------- |
| Spanien (Promusicae)      | Platin                                                                 | 60.000   |
| Vereinigte Staaten (RIAA) | 2× Platin                                                              | 120.000  |
| Insgesamt                 | 3× Platin ·                                                            | 180.000  |

### Que le dé
| Land/Region               | Auszeichnungen für Musikverkäufe (Land/Region, Auszeichnung, Verkäufe) | Verkäufe |
| ------------------------- | ---------------------------------------------------------------------- | -------- |
| Mexiko (AMPROFON)         | 2× Platin                                                              | 120.000  |
| Spanien (Promusicae)      | Gold                                                                   | 30.000   |
| Vereinigte Staaten (RIAA) | 2× Platin                                                              | 120.000  |
| Insgesamt                 | 1× Gold · 4× Platin ·                                                  | 270.000  |

### Back in the City
| Land/Region          | Auszeichnungen für Musikverkäufe (Land/Region, Auszeichnung, Verkäufe) | Verkäufe |
| -------------------- | ---------------------------------------------------------------------- | -------- |
| Spanien (Promusicae) | Gold                                                                   | 30.000   |
| Insgesamt            | 1× Gold ·                                                              | 30.000   |

### Te robaré
| Land/Region          | Auszeichnungen für Musikverkäufe (Land/Region, Auszeichnung, Verkäufe) | Verkäufe |
| -------------------- | ---------------------------------------------------------------------- | -------- |
| Brasilien (PMB)      | Platin                                                                 | 40.000   |
| Chile (IFPI)         | Gold                                                                   | 60.000   |
| Frankreich (SNEP)    | Gold                                                                   | 100.000  |
| Italien (FIMI)       | Platin                                                                 | 50.000   |
| Mexiko (AMPROFON)    | Diamant · + Gold                                                       | 330.000  |
| Portugal (AFP)       | Gold                                                                   | 5.000    |
| Schweiz (IFPI)       | Gold                                                                   | 10.000   |
| Spanien (Promusicae) | 3× Platin                                                              | 180.000  |
| Insgesamt            | 5× Gold · 5× Platin · 1× Diamant ·                                     | 775.000  |

### Verte ir
| Land/Region               | Auszeichnungen für Musikverkäufe (Land/Region, Auszeichnung, Verkäufe) | Verkäufe  |
| ------------------------- | ---------------------------------------------------------------------- | --------- |
| Italien (FIMI)            | Gold                                                                   | 35.000    |
| Spanien (Promusicae)      | 4× Platin                                                              | 240.000   |
| Vereinigte Staaten (RIAA) | 24× Platin                                                             | 1.440.000 |
| Insgesamt                 | 1× Gold · 8× Platin · 2× Diamant ·                                     | 1.715.000 |

### Que más pues (Remix)
| Land/Region               | Auszeichnungen für Musikverkäufe (Land/Region, Auszeichnung, Verkäufe) | Verkäufe |
| ------------------------- | ---------------------------------------------------------------------- | -------- |
| Spanien (Promusicae)      | 2× Platin                                                              | 120.000  |
| Vereinigte Staaten (RIAA) | Diamant                                                                | 600.000  |
| Insgesamt                 | 2× Platin · 1× Diamant ·                                               | 720.000  |

### Date la vuelta
| Land/Region          | Auszeichnungen für Musikverkäufe (Land/Region, Auszeichnung, Verkäufe) | Verkäufe |
| -------------------- | ---------------------------------------------------------------------- | -------- |
| Argentinien (CAPIF)  | Platin                                                                 | 20.000   |
| Chile (IFPI)         | Gold                                                                   | 60.000   |
| Spanien (Promusicae) | Platin                                                                 | 40.000   |
| Insgesamt            | 1× Gold · 2× Platin ·                                                  | 120.000  |

### Cuaderno
| Land/Region               | Auszeichnungen für Musikverkäufe (Land/Region, Auszeichnung, Verkäufe) | Verkäufe |
| ------------------------- | ---------------------------------------------------------------------- | -------- |
| Spanien (Promusicae)      | 3× Platin                                                              | 180.000  |
| Vereinigte Staaten (RIAA) | Diamant                                                                | 600.000  |
| Insgesamt                 | 3× Platin · 1× Diamant ·                                               | 780.000  |

### Rebota (Remix)
| Land/Region               | Auszeichnungen für Musikverkäufe (Land/Region, Auszeichnung, Verkäufe) | Verkäufe |
| ------------------------- | ---------------------------------------------------------------------- | -------- |
| Spanien (Promusicae)      | Platin                                                                 | 60.000   |
| Vereinigte Staaten (RIAA) | Platin                                                                 | 60.000   |
| Insgesamt                 | 2× Platin ·                                                            | 120.000  |

### Otro trago (Remix)
| Land/Region          | Auszeichnungen für Musikverkäufe (Land/Region, Auszeichnung, Verkäufe) | Verkäufe |
| -------------------- | ---------------------------------------------------------------------- | -------- |
| Spanien (Promusicae) | 3× Platin                                                              | 180.000  |
| Insgesamt            | 3× Platin ·                                                            | 180.000  |

### Atrévete
| Land/Region          | Auszeichnungen für Musikverkäufe (Land/Region, Auszeichnung, Verkäufe) | Verkäufe |
| -------------------- | ---------------------------------------------------------------------- | -------- |
| Mexiko (AMPROFON)    | 3× Gold                                                                | 90.000   |
| Spanien (Promusicae) | Platin                                                                 | 60.000   |
| Insgesamt            | 1× Gold · 2× Platin ·                                                  | 150.000  |

### El favor
| Land/Region               | Auszeichnungen für Musikverkäufe (Land/Region, Auszeichnung, Verkäufe) | Verkäufe |
| ------------------------- | ---------------------------------------------------------------------- | -------- |
| Spanien (Promusicae)      | Platin                                                                 | 60.000   |
| Vereinigte Staaten (RIAA) | 2× Platin                                                              | 120.000  |
| Insgesamt                 | 3× Platin ·                                                            | 180.000  |

### Mi ex
| Land/Region               | Auszeichnungen für Musikverkäufe (Land/Region, Auszeichnung, Verkäufe) | Verkäufe |
| ------------------------- | ---------------------------------------------------------------------- | -------- |
| Vereinigte Staaten (RIAA) | Gold                                                                   | 30.000   |
| Insgesamt                 | 1× Gold ·                                                              | 30.000   |

### Whine Up
| Land/Region          | Auszeichnungen für Musikverkäufe (Land/Region, Auszeichnung, Verkäufe) | Verkäufe |
| -------------------- | ---------------------------------------------------------------------- | -------- |
| Mexiko (AMPROFON)    | 3× Platin                                                              | 180.000  |
| Spanien (Promusicae) | 3× Platin                                                              | 120.000  |
| Insgesamt            | 6× Platin ·                                                            | 300.000  |

### Muévelo
| Land/Region               | Auszeichnungen für Musikverkäufe (Land/Region, Auszeichnung, Verkäufe) | Verkäufe |
| ------------------------- | ---------------------------------------------------------------------- | -------- |
| Brasilien (PMB)           | Gold                                                                   | 20.000   |
| Chile (IFPI)              | Gold                                                                   | 90.000   |
| Italien (FIMI)            | Gold                                                                   | 35.000   |
| Mexiko (AMPROFON)         | 7× Gold                                                                | 210.000  |
| Spanien (Promusicae)      | 2× Platin                                                              | 80.000   |
| Vereinigte Staaten (RIAA) | 3× Platin                                                              | 180.000  |
| Insgesamt                 | 4× Gold · 8× Platin ·                                                  | 615.000  |

### Color Esperanza 2020
| Land/Region          | Auszeichnungen für Musikverkäufe (Land/Region, Auszeichnung, Verkäufe) | Verkäufe |
| -------------------- | ---------------------------------------------------------------------- | -------- |
| Mexiko (AMPROFON)    | 9× Gold                                                                | 270.000  |
| Spanien (Promusicae) | Platin                                                                 | 60.000   |
| Insgesamt            | 1× Gold · 5× Platin ·                                                  | 330.000  |

### Vida Loca
| Land/Region       | Auszeichnungen für Musikverkäufe (Land/Region, Auszeichnung, Verkäufe) | Verkäufe |
| ----------------- | ---------------------------------------------------------------------- | -------- |
| Frankreich (SNEP) | Gold                                                                   | 100.000  |
| Insgesamt         | 1× Gold ·                                                              | 100.000  |

### Desahogo
| Land/Region       | Auszeichnungen für Musikverkäufe (Land/Region, Auszeichnung, Verkäufe) | Verkäufe |
| ----------------- | ---------------------------------------------------------------------- | -------- |
| Mexiko (AMPROFON) | Gold                                                                   | 30.000   |
| Insgesamt         | 1× Gold ·                                                              | 30.000   |

### A correr los lakers (Remix)
| Land/Region          | Auszeichnungen für Musikverkäufe (Land/Region, Auszeichnung, Verkäufe) | Verkäufe |
| -------------------- | ---------------------------------------------------------------------- | -------- |
| Spanien (Promusicae) | Gold                                                                   | 30.000   |
| Insgesamt            | 1× Gold ·                                                              | 30.000   |

### Wow (Remix)
| Land/Region               | Auszeichnungen für Musikverkäufe (Land/Region, Auszeichnung, Verkäufe) | Verkäufe |
| ------------------------- | ---------------------------------------------------------------------- | -------- |
| Vereinigte Staaten (RIAA) | Gold                                                                   | 30.000   |
| Insgesamt                 | 1× Gold ·                                                              | 30.000   |

### Polvo
| Land/Region          | Auszeichnungen für Musikverkäufe (Land/Region, Auszeichnung, Verkäufe) | Verkäufe |
| -------------------- | ---------------------------------------------------------------------- | -------- |
| Mexiko (AMPROFON)    | Gold                                                                   | 70.000   |
| Spanien (Promusicae) | 2× Platin                                                              | 80.000   |
| Insgesamt            | 1× Gold · 2× Platin ·                                                  | 150.000  |

### Fan de tus fotos
| Land/Region          | Auszeichnungen für Musikverkäufe (Land/Region, Auszeichnung, Verkäufe) | Verkäufe |
| -------------------- | ---------------------------------------------------------------------- | -------- |
| Mexiko (AMPROFON)    | Gold                                                                   | 30.000   |
| Spanien (Promusicae) | Platin                                                                 | 40.000   |
| Insgesamt            | 1× Gold · 1× Platin ·                                                  | 70.000   |

### Poblado (Remix)
| Land/Region          | Auszeichnungen für Musikverkäufe (Land/Region, Auszeichnung, Verkäufe) | Verkäufe |
| -------------------- | ---------------------------------------------------------------------- | -------- |
| Chile (IFPI)         | Gold                                                                   | 90.000   |
| Mexiko (AMPROFON)    | 7× Gold                                                                | 490.000  |
| Spanien (Promusicae) | Platin                                                                 | 40.000   |
| Insgesamt            | 2× Gold · 4× Platin ·                                                  | 620.000  |

### Bzrp Music Sessions, Vol. 41
| Land/Region          | Auszeichnungen für Musikverkäufe (Land/Region, Auszeichnung, Verkäufe) | Verkäufe |
| -------------------- | ---------------------------------------------------------------------- | -------- |
| Mexiko (AMPROFON)    | Gold                                                                   | 70.000   |
| Spanien (Promusicae) | 2× Platin                                                              | 80.000   |
| Insgesamt            | 1× Gold · 2× Platin ·                                                  | 150.000  |

### Dançarina (Remix)
| Land/Region       | Auszeichnungen für Musikverkäufe (Land/Region, Auszeichnung, Verkäufe) | Verkäufe |
| ----------------- | ---------------------------------------------------------------------- | -------- |
| Frankreich (SNEP) | Diamant                                                                | 333.333  |
| Insgesamt         | 1× Diamant ·                                                           | 333.333  |

### Ojos rojos
| Land/Region          | Auszeichnungen für Musikverkäufe (Land/Region, Auszeichnung, Verkäufe) | Verkäufe |
| -------------------- | ---------------------------------------------------------------------- | -------- |
| Spanien (Promusicae) | Gold                                                                   | 30.000   |
| Insgesamt            | 1× Gold ·                                                              | 30.000   |

### Si Te Preguntan...
| Land/Region               | Auszeichnungen für Musikverkäufe (Land/Region, Auszeichnung, Verkäufe) | Verkäufe |
| ------------------------- | ---------------------------------------------------------------------- | -------- |
| Spanien (Promusicae)      | Gold                                                                   | 30.000   |
| Vereinigte Staaten (RIAA) | 3× Platin                                                              | 180.000  |
| Insgesamt                 | 1× Gold · 3× Platin ·                                                  | 210.000  |

### 69
| Land/Region          | Auszeichnungen für Musikverkäufe (Land/Region, Auszeichnung, Verkäufe) | Verkäufe |
| -------------------- | ---------------------------------------------------------------------- | -------- |
| Spanien (Promusicae) | Platin                                                                 | 60.000   |
| Insgesamt            | 1× Platin ·                                                            | 60.000   |

### Calor
| Land/Region          | Auszeichnungen für Musikverkäufe (Land/Region, Auszeichnung, Verkäufe) | Verkäufe |
| -------------------- | ---------------------------------------------------------------------- | -------- |
| Spanien (Promusicae) | Platin                                                                 | 60.000   |
| Insgesamt            | 1× Platin ·                                                            | 60.000   |

### Oye BB
| Land/Region          | Auszeichnungen für Musikverkäufe (Land/Region, Auszeichnung, Verkäufe) | Verkäufe |
| -------------------- | ---------------------------------------------------------------------- | -------- |
| Spanien (Promusicae) | Gold                                                                   | 30.000   |
| Insgesamt            | 1× Gold ·                                                              | 30.000   |

### Hiekka
| Land/Region          | Auszeichnungen für Musikverkäufe (Land/Region, Auszeichnung, Verkäufe) | Verkäufe |
| -------------------- | ---------------------------------------------------------------------- | -------- |
| Spanien (Promusicae) | Platin                                                                 | 100.000  |
| Insgesamt            | 1× Platin ·                                                            | 100.000  |

## Auszeichnungen nach Liedern

### Dónde están las gatas
| Land/Region          | Auszeichnungen für Musikverkäufe (Land/Region, Auszeichnung, Verkäufe) | Verkäufe |
| -------------------- | ---------------------------------------------------------------------- | -------- |
| Spanien (Promusicae) | 2× Platin                                                              | 120.000  |
| Insgesamt            | 2× Platin ·                                                            | 120.000  |

### No sales de mi mente
| Land/Region               | Auszeichnungen für Musikverkäufe (Land/Region, Auszeichnung, Verkäufe) | Verkäufe |
| ------------------------- | ---------------------------------------------------------------------- | -------- |
| Vereinigte Staaten (RIAA) | Platin                                                                 | 60.000   |
| Insgesamt                 | 1× Platin ·                                                            | 60.000   |

### Bad con Nicky
| Land/Region               | Auszeichnungen für Musikverkäufe (Land/Region, Auszeichnung, Verkäufe) | Verkäufe |
| ------------------------- | ---------------------------------------------------------------------- | -------- |
| Spanien (Promusicae)      | Platin                                                                 | 40.000   |
| Vereinigte Staaten (RIAA) | 4× Platin                                                              | 240.000  |
| Insgesamt                 | 5× Platin ·                                                            | 280.000  |

### Leyendas
| Land/Region               | Auszeichnungen für Musikverkäufe (Land/Region, Auszeichnung, Verkäufe) | Verkäufe |
| ------------------------- | ---------------------------------------------------------------------- | -------- |
| Chile (IFPI)              | Gold                                                                   | 90.000   |
| Mexiko (AMPROFON)         | Gold                                                                   | 70.000   |
| Vereinigte Staaten (RIAA) | Gold                                                                   | 30.000   |
| Zentralamerika (CFC)      | Gold                                                                   | 35.000   |
| Insgesamt                 | 4× Gold ·                                                              | 225.000  |

## Auszeichnungen nach Musikstreaming

### Travesuras
| Land/Region          | Auszeichnungen für Musikverkäufe (Land/Region, Auszeichnung, Verkäufe) | Verkäufe  |
| -------------------- | ---------------------------------------------------------------------- | --------- |
| Spanien (Promusicae) | Platin                                                                 | 8.000.000 |
| Insgesamt            | 1× Platin ·                                                            | 8.000.000 |

## Statistik und Quellen
| Land/RegionAuszeichnungen für Musikverkäufe (Land/Region, Auszeichnungen, Verkäufe, Quellen) | Silber  | Gold       | Platin         | Diamant       | Verkäufe   | Quellen                 |
| -------------------------------------------------------------------------------------------- | ------- | ---------- | -------------- | ------------- | ---------- | ----------------------- |
| Argentinien (CAPIF)                                                                          | —       | Gold1      | Platin1        | —             | 30.000     | Einzelnachweise         |
| Belgien (BRMA)                                                                               | —       | Gold1      | Platin1        | —             | 45.000     | ultratop.be             |
| Brasilien (PMB)                                                                              | —       | Gold1      | 4× Platin4     | —             | 180.000    | pro-musicabr.org.br     |
| Chile (IFPI)                                                                                 | —       | 5× Gold5   | 9× Platin9     | —             | 1.160.000  | profovi.cl CL2 CL3      |
| Dänemark (IFPI)                                                                              | —       | 2× Gold2   | —              | —             | 90.000     | ifpi.dk                 |
| Deutschland (BVMI)                                                                           | —       | 2× Gold2   | Platin1        | —             | 800.000    | musikindustrie.de       |
| Frankreich (SNEP)                                                                            | —       | 5× Gold5   | Platin1        | 2× Diamant2   | 1.564.666  | snepmusique.com         |
| Italien (FIMI)                                                                               | —       | 7× Gold7   | 20× Platin20   | —             | 1.195.000  | fimi.it                 |
| Kanada (MC)                                                                                  | —       | 3× Gold3   | 7× Platin7     | —             | 680.000    | musiccanada.com         |
| Kolumbien (ASINCOL)                                                                          | —       | Gold1      | —              | —             | 10.000     | Einzelnachweise         |
| Mexiko (AMPROFON)                                                                            | —       | 18× Gold18 | 40× Platin40   | 13× Diamant13 | 7.180.000  | amprofon.com.mx         |
| Niederlande (NVPI)                                                                           | —       | —          | 2× Platin2     | —             | 120.000    | nvpi.nl                 |
| Österreich (IFPI)                                                                            | —       | Gold1      | —              | —             | 15.000     | ifpi.at                 |
| Peru (UNIMPRO)                                                                               | —       | —          | 2× Platin2     | —             | 12.000     | Einzelnachweise         |
| Polen (ZPAV)                                                                                 | —       | Gold1      | 2× Platin2     | 3× Diamant3   | 380.000    | olis.pl                 |
| Portugal (AFP)                                                                               | —       | 2× Gold2   | 6× Platin6     | —             | 70.000     | Einzelnachweise         |
| Schweden (IFPI)                                                                              | —       | 2× Gold2   | 6× Platin6     | —             | 280.000    | sverigetopplistan.se    |
| Schweiz (IFPI)                                                                               | —       | 4× Gold4   | 6× Platin6     | —             | 165.000    | hitparade.ch            |
| Spanien (Promusicae)                                                                         | —       | 12× Gold12 | 80× Platin80   | —             | 4.410.000  | elportaldemusica.es ES2 |
| Vereinigte Staaten (RIAA)                                                                    | —       | 4× Gold4   | 84× Platin84   | 24× Diamant24 | 19.560.000 | riaa.com                |
| Vereinigtes Königreich (BPI)                                                                 | Silber1 | Gold1      | —              | —             | 600.000    | bpi.co.uk               |
| Zentralamerika (CFC)                                                                         | —       | Gold1      | —              | —             | 35.000     | cfc-musica.com          |
| Insgesamt                                                                                    | Silber1 | 74× Gold74 | 272× Platin272 | 42× Diamant42 |            |                         |